# زاخت (غرمسار كرمان)
زاخت (بالفارسية: زاخت) هي منطقة سكنية تقع في إيران في قسم مردهك الریفي. يقدر عدد سكانها بـ 209 نسمة بحسب إحصاء 2016.